# Jože Bizjak
Jože Bizjak, slovenski ljudski pesnik, *  26. februar 1914, Potoče, † 1995, Potoče
Leta 1930 je končal 6. razredov gimnazije v malem semenišču v kraju Bassano del Grappa in se vrnil domov, kjer je pomagal na kmetiji. Po odsluženju rednega vojaškega roka je bil 1936 poslan v Etiopijo, kjer se je udeležil italijanske zasedbe. Po koncu vojne je ostal v Etiopiji pri cestnem podjetju Puricelli vse do leta 1940, ko so ga ponovno vpoklicali k vojakom. Po italijanski kapitulaciji se je septembra 1943 pridružil partizanom, bil pri Čepovanu ujet in odpeljan na prisilno delo v Tretji rajh, od koder se je vrnil jeseni 1945.
Prve pesmi je napisal v 5. razredu gimnazije. Pisal je lirične in epske pesmi ter sonete. Prvo zbirko pesmi je naslovil Prebujenje, drugo pa Tropske noči. Ker je bila njegova domača hiša med 2. svetovno vojno izropana sta rokopisa obeh zbirk izgubljena. Po osvoboditvi je objavil več pesmi v Kulturnih razgledih, med drugimi leta 1958 in 1959 tudi Slovo, Kot luč in Rodni kraj.